# Szilágyi Gábor (fotótörténész)
Szilágyi Gábor (1942. január 11. – 2001. augusztus 21.) magyar fotótörténész, szakíró.

## Kutatási területe
Egész életében a filmművészet és a fotográfia történetét kutatta. Úttörő jelentőségűek az álló- és a mozgófénykép jelentéstanáról elmélkedő itthoni vizsgálatai.  

## Életpályája
Szilágyi Gábor az ELTE Bölcsészettudományi Karának francia-magyar szakán szerzett diplomát. Ezután a párizsi egyetemen szemiotikát, általános nyelvészetet, valamint antropo-szociológiát tanult. Christian Mertz volt rá nagy hatással. A mai nevén Magyar Nemzeti Filmarchívum munkatársa, majd tudományos igazgatója lett. A Magyar Fotóművészek Szövetségének tagjaként 1973-tól éveken át annak fotószakírói ösztöndíjasa, később a történeti és múzeumi bizottság elnöke volt. 1981-ben részt vett a korszakos jelentőségű Tény-kép kiállítás előkészítésében, megszervezésében, az 1945 utáni rész kurátora is volt. 1990-ben az ő kezdeményezésére kezdődött el a magyar nyelvű filmszakirodalom számítógépes adatbázisának építése.

## Társadalmi szerepvállalása
Tagja volt a Magyar Fotóművészek Szövetsége elméleti bizottságának.

## Művei
- A fotóművészet története. A fényrajztól a holográfiáig. (Képzőművészeti Zsebkönyvtár. Képzőművészeti Alap Kiadóvállalata, Budapest, 1982) ISBN 963 336 282 2
- Tűzkeresztség. A magyar játékfilm története 1945-1953. Magyar Filmintézet, Budapest, 1992. 356 old. ISBN 963 7147 11 X
- Leletek: A magyar fotográfia történetéből (Kardos Sándorral, Képzőművészeti Kiadó, Budapest, 1984);
- Daguerre: A fényképezés felfedezésének története (Gondolat, Budapest, 1987);
- 150 év: A fotográfia története eredeti írásokban és képekben (Műszaki Könyvkiadó, Budapest, 1990);
- Szilágyi Gábor magyar fotográfiatörténete (Magyar Filmintézet, Budapest, 1996)

Több munkáját, kézirat gyanánt, a Magyar Fotóművészek Szövetsége adta ki: 
- A Fotóművészeti kiállítások szakrepertóriuma (1890-1945) és (1945-1977);
- A magyar nyelvű fényképészeti szaksajtó képanyagának szakrepertóriuma (1882-1945);
- A fényképészeti ismeretanyag és ismeretrendszer kialakulása és változása (1882-1975);
- A magyar fotóművészek szakírói tevékenységének repertóriuma (1882-1978);
- A magyar nyelvű fényképészeti szakirodalom tematikus repertóriuma (1892-1974);
- A magyar fényképészeti szaksajtó története.

A Magyar Filmintézet adta ki Elemi képtan elemei - az álló és a mozgófényképről című művét.